# Revolucije leta 1848
Revolucije leta 1848 so bile povezane revolucije, ki jih pogojno imenujemo tudi meščanske ali nacionalne revolucije (»pomlad narodov«), saj je do njih prišlo predvsem zaradi zahtev gospodarsko vse močnejšega meščanstva po političnih pravicah, hkrati pa so številni narodi takrat oblikovali svoje nacionalne programe.

## Revolucije leta 1848 v Franciji
V letih pred izbruhom revolucije je odpor liberalcev in nacionalistov proti julijski monarhiji okrepilo ravnanje francoske vlade, ki je v notranji politiki nasprotovala vsakršni razširitvi zelo omejene volilne pravice, v zunanji politiki pa popuščala Veliki Britaniji. Sredi leta 1847 se je v Franciji razvila kampanja za razširitev volivne pravice, ki je trajala še v začetku leta 1848. V okviru kampanje so bili organizirani reformistični banketi in ko je predsednik vlade François Guizot februarja prepovedal banket v Parizu, so se 22. februarja začele demonstracije. Prišlo je od spopadov vojske z demonstranti in narodno gardo in po treh dneh, 24. februarja 1848, je kralj Ludvik Filip odstopil in pobegnil v Anglijo. Oblast je prevzela začasna vlada in razglašena je bila republika. Vlada je, da bi ugodila zahtevam nižjih slojev, izvedla nujne reforme. Za brezposelne delavce so ustanavljali državne delavnice, razglasili pravico do dela, uzakonili svobodo tiska in zborovanja, odpravili smrtno kazen za politične prestopnike in uvedli splošno volilno pravico. Na aprilskih volitvah v narodno skupščino je večino dobila zmerna republikanska stranka, ki pa ni imela posluha za delavske zahteve. Zato so maja in junija v Parizu ponovno izbruhnili nemiri.

## Revolucije leta 1848 v habsburških deželah
V habsburški monarhiji se je na Dunaju 13. marca začela marčna revolucija. Čeprav je vojska demonstrante razgnala, je bil kancler knez Klemens Lothar Metternich prisiljen odstopiti.
Revolucija se je hitro širila po ostalih deželah monarhije. Tako so se demonstracije ponovile 15. marca v Budimpešti, 16. marca v Ljubljani... Zajela je tudi habsburške posesti v Severni Italiji: 22. marca sta Benetke in Milano razglasila neodvisnost.